# Parascaptor leucura
Parascaptor leucura är ett mullvadsdjur som förekommer i Asien och den enda arten i sitt släkte.

## Kännetecken
Djuret påminner om den vanliga mullvaden i utseende och har liksom denna en spetsig nos. De främre extremiteterna är effektiva grävverktyg. Kroppslängden varierar mellan 11 och 15 cm och därtill kommer en 1 till 1,5 cm lång svans. Med undantag av svansen som bär vita hår har pälsen har en brunaktig färg. I motsats till andra mullvadsdjur i samma släktgrupp har arten bara tre premolarer per käkhalva i överkäken.

## Utbredning och levnadssätt
Parascaptor leucura förekommer i norra Indien (Assam) samt i angränsande regioner av Myanmar, Bangladesh och Kina (provins Yunnan). Habitatet utgörs främst av gräsmarker med buskar men även av skogar upp till 3 000 meter över havet.
Det är inte mycket känt om artens levnadssätt men det antas att den har ett liknande beteende som andra mullvadsdjur från samma släktgrupp. Den skapar alltså underjordiska tunnelsystem och livnär sig av daggmaskar, insekter och andra smådjur.
I vissa delar av utbredningsområdet hotas djuret av habitatförlust och genom pesticider men allmänt betraktas arten av Internationella naturvårdsunionen som livskraftig (least concern).

## Systematik
Tidigare räknades arten till släktet mullvadar (Talpa) men på grund av skillnader i tanduppsättningen listas den numera i ett eget släkte, Parascaptor.